# Szöllősy Szabó Róza
Niczky Kálmánné Szöllősy Szabó Róza, kis kászoni Szabó Rozália Mária Klementina (Losonc, 1841. január 7. (keresztelés) – Budapest, 1875. szeptember 26.) táncosnő. Szöllősy Szabó Lajos lánya, Szöllősy Piroska húga.

## Életútja
A losonci mulatóban született. Apja, aki híres vidéki táncos-színész volt, gondos nevelésben részesítette. Édesanyja Jankovics Mária. Pályafutását 1861-ben kezdte, nővérével, Szöllősy Piroskával, a Budai Népszínházban, később az egész országot bejárta és 1861-ben húgával bemutatta a »vasmegyei csárdást«, mellyel nagy népszerűségre tettek szert. 1864-ben a Nemzeti Színháznak jeles tagja volt, ahol ha nem is játszott elsőrendű szerepeket, mégis azok közé tartozott, akit igen szerettek, mert ún. beugrásokra és kisegítő szerepek eljátszására kiválóan alkalmas volt. így többek között midőn Prielle Kornélia egy ízben megbetegedett, készséggel játszotta az ő szerepét és szép sikert ért el a Tündérujjak Menneville marquise szerepében. 1862–63-ban Kolozsváron játszott. 1863. december 3-án Győrött Niczky Kálmán földbirtokos neje lett, majd Radnótfáy Sámuel intendáns 1867-ben a Nemzeti Színházhoz szerződtette szubrettnek és naivának. Budapesten, a Vas utca 4. szám alatt hunyt el 1875. szeptember 26-án gümőkór, légcsősorvadás következtében. Koporsóját elvitték a Nemzeti Színházhoz, ahol Halmi Ferenc búcsúztatta. A Kerepesi úti temetőben helyezték nyugalomra.

## Fontosabb szerepei
- Titánia (Shakespeare: Szentivánéji álom)
- Rózsi (Szigligeti E.: A cigány)
- Boleyn Anna (Shakespeare: VIII. Henrik)